# Rada Istrate
Rada Istrate (n. 3 octombrie 1951, București – d. 20 august 2012) a fost o actriță română de teatru și film. A fost aleasă ca deputat de Vâlcea în legislatura 1992-1996, pe listele Partidul Democrat (România).
A absolvit cursurile Institutul de Artă Teatrală și Cinematografică „Ion Luca Caragiale” din București.
Pe lângă activitatea artistică, a desfășurat și o activitate politică.
A participat la Revoluția din decembrie 1989, aflându-se, alături de mai mulți revoluționari civili, în clădirea Comitetului Central al PCR. A servit ca interpretă de limba rusă în discuția telefonică dintre generalul Ștefan Gușă și generalul sovietic Moisev, în care șeful Marelui Stat Major al Armatei Române a refuzat sprijinul militar sovietic.
S-a înscris în 1990 în FSN, fiind numită apoi ca subsecretar de stat în Guvernul României în cadrul Subsecretariatului de Stat pentru Victimele Revoluției. A fost aleasă apoi ca deputat de Vâlcea pe listele PD, în legislatura 1992-1996. În calitate de deputat, a fost membră a Comisiei pentru cultură, arte, mijloace de informare în masă, vicepreședinte al Grupului parlamentar de prietenie cu Republica Coasta de Fildeș și membră a Grupului parlamentar de prietenie cu Belgia.

## Filmografie
- Glissando (1984)
- Liceenii (1986)
- Escapada (1986) - secretara
- E pericoloso sporgersi (1993)